# Pegylis usambarae
Pegylis usambarae är en skalbaggsart som beskrevs av Brenske 1898. Pegylis usambarae ingår i släktet Pegylis och familjen Melolonthidae. Inga underarter finns listade i Catalogue of Life.